# Crispy Camera Club
Crispy Camera Club（クリスピー カメラ クラブ）は、日本のロックバンド。京都府出身。2024年12月より活動休止。

## 来歴
2016年
- 春、それまで同じガールズバンドで活動していたミサト（ボーカル & ギター）とりんすけ（ドラム & コーラス）、ライブハウス関係者の紹介で知り合った中根トモヒロ（ベース）、ミサトの古い友人である男性ギタリストが集い、京都で結成[1][2][3]。

2018年
- 10月10日、デビューミニアルバム『SWAG』をKOGA RECORDSから発売[4][1][3]。
- 12月1日～12月20日、ミニアルバム『SWAG』発売に伴うライブツアー『Crispy Camera Club “SWAG of Stray Cats” Tour 2018』を開催。ツアーファイナルとなる12月20日の京都・二条 GROWLY公演は、THE BOHEMIANS、ギリシャラブ、EASTOKLABをゲストに迎え、対バンライブ形式で行う[5]。

2019年
- 1月、これまでサポートメンバーとして参加していた稲本裕太（ギター & コーラス）が正式加入[6]。
- 2月14日、デジタルシングル『ティンセルタウン / グッバイ・マイフレンド』をリリース[6]。
- 8月7日、通算2枚目となるミニアルバム『ROMA』を発売[7]。
- 10月9日、自主企画ライブ『Crispy Camera Club pre."ROMA" release party TOUR "ROMAN HOLIDAY" TOKYO』を東京・下北沢SHELTERで開催。ゲストとしてベランダ、ステレオガールが出演[8]。

2020年
- 7月1日、2か月連続配信リリースの第1弾デジタルシングル『Marty, My Dreams』をリリース[9]。
- 8月5日、2か月連続配信リリースの第2弾デジタルシングル『素敵な朝』をリリース[9]。
- 9月9日、全14ページフォトブックと3曲入りCDがセットになったマキシシングル『Apartment Dreams』を500枚限定で発売[10]。

2021年
- 6月、稲本裕太（ギター & コーラス）が脱退。再び3ピースバンドへ戻る[11]。
- 10月6日、約1年ぶりとなるデジタルシングル『季節のはじまり』をリリース[12]。
- 12月8日、プロデューサーにカジヒデキを迎えたデジタルシングル『rock'n'roll wind』をリリース[13]。

2022年
- 1月26日、通算3枚目のミニアルバム『季節風』を発売[11]。
- 10月7日、配信シングル「caramel」をリリース。同月16日には、本作のリリース・パーティー「Loose Fit」〜Crispy Camera Club "caramel" release party〜を東京・下北沢 mona recordsにて開催[14]。
- 12月7日、GLIM SPANKYの亀本寛貴が編曲・プロデュース・ギターで参加した配信シングル「夏のぬけがら」をリリース[15]。

2023年
- 3月1日、「待ち合わせは月の下で」を配信リリース。また同月29日には、4作目のアルバム『未来の途中』を発売[16]。

2024年
- 2月28日、新曲「弱気な天使」を配信リリース。リリース当日に同曲のミュージック・ビデオをYouTubeでプレミア公開した。また3月7日には、Crispy Camera Clubと下北沢BASEMENTBARの共同企画イベント『Get the Crispy! vol.3』を開催。ゲストとして、Lucie, Tooとインナージャーニーが出演[17]。

## メンバー

### 現メンバー
- ミサト（ボーカル & ギター）（2016年 - ）

母親の影響で幼少期からスピッツを聞いており、音楽的なベースとなっている。また高校生の頃に出会ったザ・ストーン・ローゼズやオアシス、ブラー、ザ・ラーズ、ザ・ストロークスなどのUKロックやガレージロックからも影響を受けている。
- 中根トモヒロ（なかねともひろ、ベース）（2016年 - ）

高校生の頃に友人から借りた毛皮のマリーズのCDがきっかけとなりロックに興味を持つようになる。OKAMOTO'Sや黒猫チェルシー、60年代のブリティッシュ・ロックなどを好む。
ベーシストとして影響を受けたプレイヤーとして、ジョン・エントウィッスル（ザ・フー）、ジャック・ブルース（クリーム）の名を挙げている。
- りんすけ（ドラム & コーラス）（2016年 - ）

兄の影響からELLEGARDEN、GOING STEADYなどの邦ロックやサカナクション、Perfumeなどを聞いていた。また、高校生の頃は、ある女の子に誘われてニルヴァーナのコピーバンドに参加していたことがある。

### 旧メンバー
- 稲本裕太（いなもとゆうた、ギター & コーラス）（2019年 - 2021年[11]）

## 作品

### デジタルシングル
| 発売日        | タイトル                                  | 備考                                                          |
| ------------- | ----------------------------------------- | ------------------------------------------------------------- |
| 2019年2月14日 | ティンセルタウン / グッバイ・マイフレンド |                                                               |
| 2020年7月1日  | Marty, My Dreams                          |                                                               |
| 2020年8月5日  | 素敵な朝                                  |                                                               |
| 2021年10月6日 | 季節のはじまり                            |                                                               |
| 2021年12月8日 | rock'n'roll wind                          |                                                               |
| 2022年10月7日 | caramel                                   |                                                               |
| 2022年12月7日 | 夏のぬけがら                              | 亀本寛貴（GLIM SPANKY）が、編曲・プロデュース・ギターで参加。 |
| 2023年3月1日  | 待ち合わせは月の下で                      |                                                               |
| 2024年2月28日 | 弱気な天使                                | [ 17 ]                                                        |

## 主なライブツアー
- Crispy Camera Club「SWAG」発売記念インストアライブ（2018年10月14日～11月20日）
- Crispy Camera Club “SWAG of Stray Cats” Tour 2018（2018年10月26日～12月20日）
- Crispy Camera Club 「ROMA」release tour（2019年8月24日～11月30日）
- Crispy Camera Club 「ROMA」発売記念インストアライブ（2019年8月31日、9月16日）